# 羅納河鱒
羅納河鱒，為輻鰭魚綱鮭形目鮭科的一種，為溫帶淡水魚，分佈於歐洲法國及瑞士羅納河流域，體長可達80公分，棲息在水質清澈、冰冷的高山溪流底中層水域，以魚類、無脊椎動物為食，生活習性不明。